# Giovanni Maria Parente

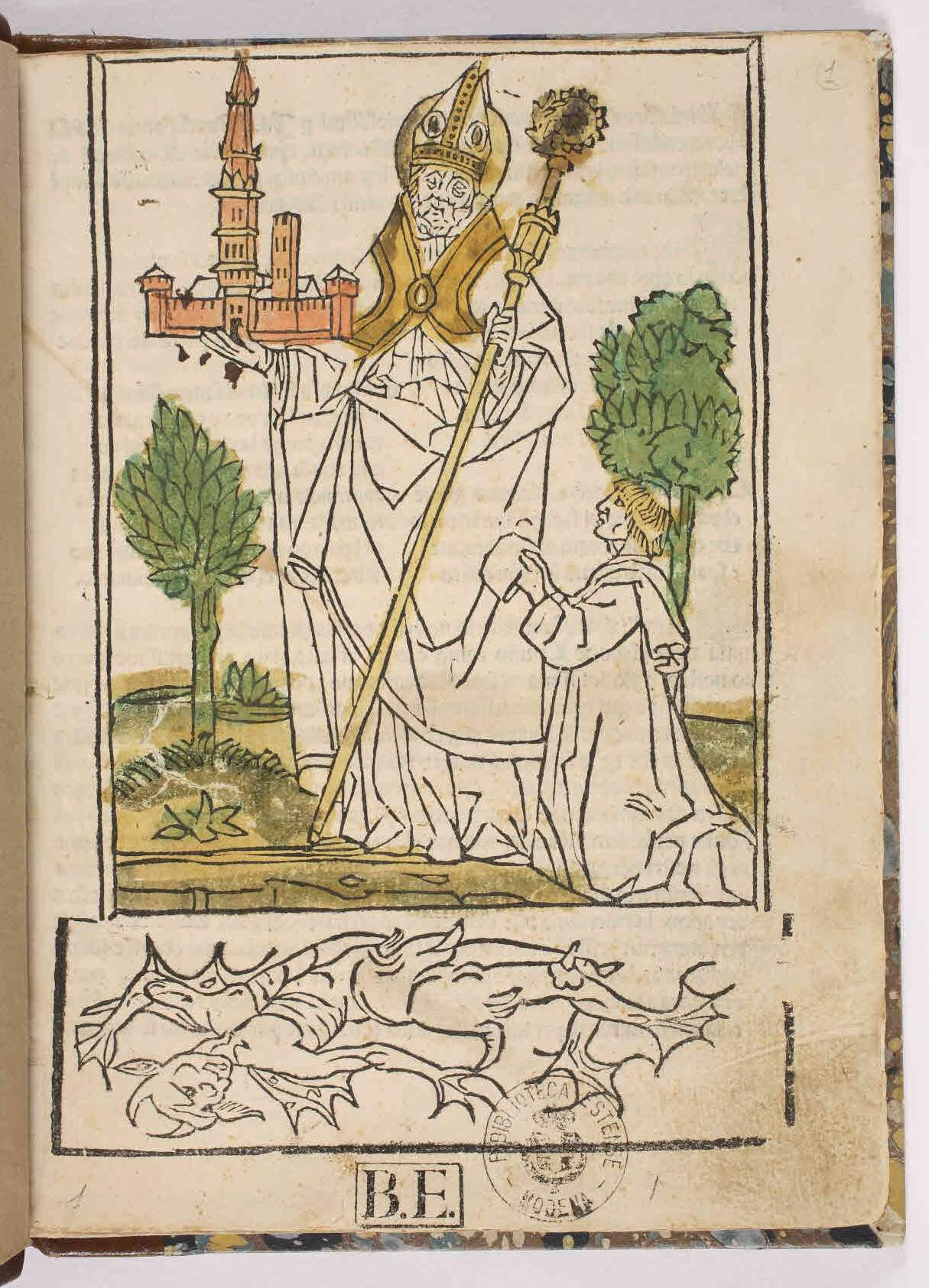
Vita di san Gimignano

Giovanni Maria Parente (* im 15. Jahrhundert in Modena; † nach 1495) war ein italienischer Ordensbruder, Schriftsteller und Herausgeber.

## Leben und Wirken
Über das Geburts- und Sterbedatum von Giovanni Maria Parente konnte die historische Forschung noch keine Erkenntnisse gewinnen. Auch über den Verlauf seines Lebens sind bisher keine Einzelheiten bekannt; ebenso wenig ist bekannt, welchem der damals bestehenden Orden (Benediktiner, Franziskaner etc.) er angehörte. Seine Identität ergibt sich nur aus der von ihm hinterlassenen Veröffentlichung über den heiligen Geminianus. Er scheint die überwiegende Zeit seines Lebens in seiner Heimatstadt Modena verbracht zu haben.

## Bedeutung
Auf Parente geht eine der wichtigsten Berichte über Geminianus, Bischof von Mantua (4. Jahrhundert n. Chr.), zurück.

## Werke
- Giovanni Maria Parente: Vita di San Gimignano (Leben des heiligen Geminianus), Impressa Mutinae. Bei Domenico Roccocciola, Mantua 1495.